# Классовский, Владимир Игнатьевич
Владимир Игнатьевич Классовский (1815 — 28 января (9 февраля) 1877) — русский педагог.

## Биография
Происходил из дворян Тамбовской губернии. Окончил историко-философское отделение Московского университета со степенью кандидата в 1836 году.
В 1836—1843 годах был учителем русского и латинского языков в разных гимназиях. В припадке психического расстройства покушался на самоубийство и был удалён от преподавания. Увлекшись революционными и отчасти атеистическими учениями, Классовский бросил службу и уехал за границу, где прожил около пяти лет. Тяжёлая, продолжительная болезнь и неожиданное выздоровление произвело на него такое сильное впечатление, что он совершенно отказался от прежних взглядов и впал в мистицизм; впоследствии, однако, он выработал более спокойное и здравое миросозерцание.
В последние два года пребывания за границей он был домашним наставником детей графа Чернышева-Кругликова и по возвращении в Россию в 1849 году он получил место наставника-наблюдателя по русскому языку в военно-учебных заведениях. В 1852—1857 годах он преподавал русский язык великому князю Николаю Александровичу. В ноябре 1857 года Классовский уехал лечиться за границу и преподавателем русского языка у великого князя стал И. А. Гончаров. Вернувшись из-за границы Классовский продолжил преподавать русскую словесность в Пажеском корпусе. П. А. Кропоткин вспоминал:

Большой знаток классической и русской литературы профессор Классовский, говорил нам Винклер, согласился преподавать вам русскую грамматику и пройдет с вами из класса в класс все пять лет до самого выпуска…
 
Первая лекция В. И. Классовского явилась для нас откровением. Было ему под пятьдесят; роста он был небольшого, стремителен в движениях, имел сверкающие умом и сарказмом глаза и высокий лоб поэта. Явившись на первый урок, он тихо сказал нам, что не может говорить громко, так как страдает застарелой болезнью, а поэтому просит нас сесть поближе к нему. Классовский поставил свой стул возле первого ряда столов, и мы облепили его, как рой пчел.

Он должен был преподавать нам грамматику, но вместо скучного предмета мы услыхали нечто совсем другое. Он читал, конечно, грамматику…

Одни из нас навалились на плечи товарищей, другие стояли возле Классовского. У всех глаза блестели. Мы жадно ловили его слова. К концу урока голос профессора упал, но тем более внимательно слушали мы, затаив дыхание. Инспектор приоткрыл было дверь, чтобы посмотреть, как у нас идут дела с новым преподавателем, но, увидав рои застывших слушателей, удалился на цыпочках.На меня Классовский имел громадное влияние, которое с годами лишь усиливалось. Предсказание Винклера, что в конце концов я полюблю школу, оправдалось.

К несчастью, к концу зимы Классовский заболел и должен был уехать из Петербурга…

Когда мы перешли в третий класс, Классовский вернулся к нам, и я еще больше привязался к нему. 
— Кропоткин П. А. Записки революционера. — М.: Московский рабочий, 1988
В 1867 году он был назначен инспектором классов петербургского Елизаветинского училища, а в 1874 году — членом учебного комитета Министерства народного просвещения.
Похоронен на Митрофаниевском кладбище (надгробие утрачено).

## Главные сочинения
- «Очерк событий новой истории и отношение их к системе политического равновесия» (СПб., 1848)
- «Систематическое описание Помпеи и открытых в ней древностей» (СПб., 1848)
- «Помпея и открытые в ней древности» (СПб., 1849)
- «Теория и мимика страстей» (СПб.: тип. Я. Трея, 1849);
- «Опыт исследования душевных болезней в психологическом отношении» (СПб.: тип. Я. Трея, 1855);
- «Помпея и открытые в ней древности, с очерком Везувия и Геркуланума» (СПб., 1856; 1883);
- «Версификация» (СПб.: тип. Имп. Акад. наук, 1863);
- «Краткая история русской словесности» (СПб., 1865);
- «Русская грамматика» (СПб., 1865);
- «Латинская просодия» (СПб.: тип. Имп. Акад. наук, 1867);
- «Основания словесности» (СПб., 1866);
- «Грамматика славяно-церковного языка» (СПб., 1867);[6]
- «На досуге детям» (СПб., 1868);
- «Нерешенные вопросы в грамматике» (СПб., 1870);
- «Основания педагогики» (Том 1, Том 2. — СПб., 1871—1872);
- «Знаки препинания в пяти новейших языках» (СПб., 1869);
- «Поэзия в самой себе и в музыкальных своих построениях» (СПб., 1871);
- «Заметки о женщине и её воспитании» (СПб., 1874);
- «Состав, формы и разряды словесных произведений применительно к практическому преподаванию словесности» (СПб., 1876).

Кроме этого, он издал, с комментариями, латинских классиков: Вергилия, Юлия Цезаря, Федра, Овидия, Тацита.